# الوصمة الاجتماعية المرتبطة بمرض فيروس كورونا

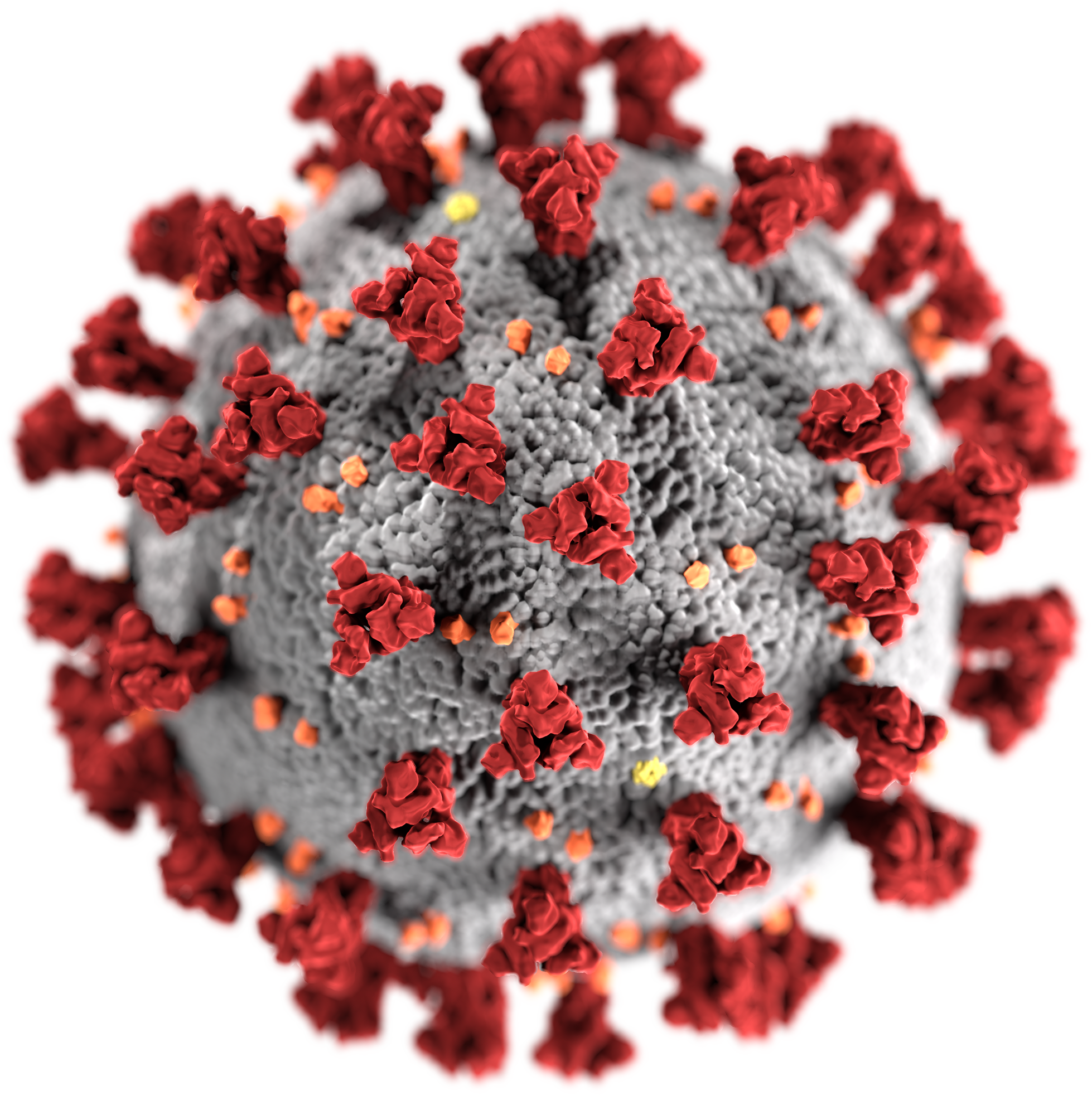

خلال جائحة فيروس كورونا 2019-20 ، من المرجح أن يتم تصنيف الأشخاص بشكل سلبي، والحكم عليهم بناءا على أفكار مسبقة أو نمطية، والتمييز ضدهم، وعلاجهم بشكل منفصل ومنفرد أو فقدان مكانتهم بسبب الروابط الحقيقية أو المعتقدة والمختلقة المتعلقة بالمرض. نتيجة لهذا المعاملة، قد يتعرض الأشخاص الذين يعانون من (أو يُعتقد أنهم مصابون) بالمرض ومقدمي الرعاية لهم والأسرة والأصدقاء المقربون والمجتمعات التي يعيشون بها، كلهم قد يتعرضوا لوصمة إجتماعية. بسبب الوصمة الاجتماعية، يمكن أن يتعرض الأفراد أو مجموعات معينة للعنصرية ورهاب الأجانب. الأشخاص الأكثر عرضة للوصم الاجتماعي هم أولئك المنحدرون من أصل آسيوي، والأشخاص الذين سافروا إلى خارج بلادهم والمتخصصين والعاملين في الرعاية الصحية.

## أسباب وتأثيرات الوصمة الاجتماعية
وفقًا لليونيسف، يمكن أن يكون مستوى الوصمة وتأجيجها تجاه الأشخاص المصابين بمرض فيروس كورونا 2019 ، بسبب حقيقة أن المرض جديد وحديث وهناك العديد من الأمور والتفاصيل المجهولة المحيطة بانتقال المرض وعلاجه. الناس يخافون بشكل عام من الأمور المجهولة. من السهل ربط الخوف من المجهول مع أي أشخاص يعتقد أنهم «الآخرين»، مما يؤدي إلى وصم هؤلاء الأشخاص الذين يُنظر إليهم على أنهم «آخرون». يمكن أن تؤدي طبيعة الجائحة للمرض هذا إلى الارتباك والقلق والخوف بين الجماهير وعامة الشعب، مما يغذي ويشعل أيضًا التفكير النمطي، والأفكار القالبية المسبقة الضارة. نتيجة للوصمة، يتم تقويض التماسك الاجتماعي ووحدته ويمكن أن يكون هناك عزلة اجتماعية للمجموعات. كل هذا من شأنه أن يساهم في حدوث ظروف التي تزيد من إنتشار الفيروس، مما يؤدي إلى مشاكل صحية شديدة ومستعصية وصعوبات في السيطرة على تفشي المرض. بسبب تهديد الوصمة الاجتماعية، قد يضطر بعض الناس لإخفاء حقيقة مرضهم لتجنب التمييز ضدهم. يمكن أن يمنع هذا الأمر من الناس أن تقوم بالإلتماس والمطالبة بالرعاية الصحية الفورية لتلقي العلاج، وثنيهم عن تبني سلوكيات صحية. وقد يتعرضون أيضًا للعنف الجسدي والهجومات العنفوانية.

## التعامل مع الوصمة الاجتماعية
من أجل التعامل ومعالجة الوصمة الاجتماعية، من المهم بناء الثقة في الخدمات والمشورة الصحية التي يمكن الإعتماد عليها، وإظهار التعاطف مع الأفراد المصابين والمتضررين واعتماد تدابير واجراءات عملية فعالة للحفاظ على سلامة الناس. يوصى من قبل اليونيسف بالإجراءات والتدابير التالية لمعالجة الوصمة الاجتماعية:
- استخدام لغة الناس الأولى (أي إحترام الناس وعدم الحط من قدرهم)، التي تحترم الفرد وتتحدث عن المرض عن طريق استخدام نبرة إيجابية في جميع قنوات ووسائل الاتصال والتواصل، بما في ذلك وسائل الإعلام، مثل:
  - عدم إرفاق العرق والجنسية أو المواقع بالمرض، مثل «فيروس ووهان» أو «فيروس آسيوي» واستخدام الاسم الرسمي فقط - مرض فيروس كورونا 2019 (COVID-19)
  - استخدام مقولات مثل «الأشخاص الذين لديهم مرض فيروس كورونا 2019» بدلاً من استعمال جمل مثل «حالات مرض فيروس كورونا 2019» أو «ضحايا مرض فيروس كورونا 2019» أو «المشتبهين بإصابتهم بمرض فيروس كورونا 2019»
  - استخدام مصطلحات مثل، «اكتساب» أو «التصاق العدوى» بمرض فيروس كورونا 2019 بدلاً من استعمال مصطلحات مثل، نقل «مرض فيروس كورونا 2019» أو «إصابة الآخرين» أو «نشر الفيروس» لأنه قد يحمل معنى ضمني بأنه فعل مقصود أو على انتقال مقصود ويلمح باللوم
  - عدم استخدام المصطلحات التي تجرم أو تحط من قدر الإنسان وتجرده من إنسانيته بطريقة التي تخلق انطباعًا بأن الأشخاص المصابين بالمرض قد ارتكبوا امرا خاطئًا وشنيعا؛ الأمر الذي من شأنه ان يغذي إزدياد الوصمة
  - التحدث عن الحقائق حول مرض فيروس كورونا 2019 بدقة، بحيث يكون بناءً على البيانات العلمية وأحدث النصائح الصحية الرسمية
  - عدم تكرار أو مشاركة شائعات غير مؤكدة، وتجنب استخدام مصطلحات مبالغ فيها مثل «الطاعون» أو «الوباء» أو «نهاية العالم» للدلالة على أو لوصف الجائحة
  - التأكيد والتشديد على فعالية تدابير وإجراءات الوقاية والعلاج، بدلاً من التركيز على السلبيات أو على رسائل تتسم بالتهديد.
- نشر حقائق دقيقة ومحدثة ومحتلنة، مثل:
  - استخدام لغة بسيطة وتجنب المصطلحات الطبية العلمية المعقدة التي من الصعب فهمها من قبل عامة الشعب
  - إشراك الأشخاص الذين يعتبروا مؤثرين إجتماعيين، مثل الزعماء الدينيين أو السياسيين والمشاهير، من أجل تضخيم الرسالة وزيادتها بطريقة جغرافية وثقافية مناسبة
  - تضخيم قصص وصور وأخبار تتعلق بالسكان المحليين الذين استعادوا صحتهم وعافيتهم بعد إصابتهم بمرض فيروس كورونا 2019، أو قصص وأخبار عن أشخاص دعموا أحد أحبائهم خلال التعافي والشفاء من المرض
  - تصوير وتمثيل الجماعات العرقية المختلفة، واستخدام الرموز والأنماط المحايدة التي لا توحي أو تشير لأي مجموعة عرقية معينة
  - ممارسة الصحافة التي تتميز بالأحترافية والأخلاقية: التقارير التي تركز بشكل مفرط على مسؤولية المريض يمكن أن تزيد من وصمة العار للأشخاص الذين قد يعانون من المرض. الأخبار التي تتكهن أصول مصدر مرض فيروس كورونا 2019 في كل بلاد أو دولة، على سبيل المثال، يمكن أن تزيد من الوصمة الإجتماعية تجاه هؤلاء الأفراد.
  - الارتباط والتواصل بالمبادرات الأخرى التي تعالج وتتعامل مع الوصم الاجتماعي والقوالب النمطية والأفكار المسبقة 1
- إتبع نصائح التواصل:[3]
  - قم بتصحيح تصورات خاطئة، مع الاعتراف والفهم أن مشاعر الناس وسلوكهم اللاحق حقيقي، حتى ولو كانت افتراضاتهم الكامنة خاطئة.
  - شارك الأخبار والقصص التي يسودها التعاطف والتي تضفي صفة إنسانية حول كفاح الأفراد والجماعات المتأثرة بالمرض
  - إظهار وتوصيل الدعم للعاملين المتواجدين في الخطوط الأمامية لمكافحة المرض